# Brännaregöl
Brännaregöl är en sjö i Västerviks kommun i Småland och ingår i Marströmmens huvudavrinningsområde.